# Diego Moreira
Diego Manuel Jadon da Silva Moreira, plus couramment appelé Diego Moreira, né le 6 août 2004 à Liège en Belgique, est un footballeur belgo-portugais, qui joue au poste de latéral gauche au RC Strasbourg.

## Biographie

### En club

#### Jeunesse et formation
Passé par le centre de formation du Standard de Liège — où son père a joué jusqu'en 2006 — Diego Moreira a d'abord tenté de quitter le club liégeois en 2019 pour des raisons personnelles, s'entraînant avec le Lierse Kempenzonen, mais la fédération belge n'a finalement pas validé sa demande. Il finit par quitter Les Rouches pour Benfica en août 2020, signant son premier contrat professionnel avec le club de Lisbonne, où réside alors son père,,,.

#### Benfica Lisbonne (2022-2023)
Diego Moreira commence à jouer avec les moins de 23 ans de Benfica en Liga Revelação au milieu de la saison 2020-2021. Au cours de la saison suivante, il est devient un titulaire régulier de l'équipe U23, marquant son premier but avec l'équipe le 18 décembre 2021 lors d'un derby contre le Sporting (victoire, 3-0). Il fait ses débuts professionnels avec le Benfica B le 10 janvier 2022, remplaçant Tiago Gouveia pour les quinze dernières minutes d'une rencontre à domicile en Segunda Liga contre leur rival du Porto B (défaite, 1-2),.
Il joue ensuite un rôle majeur en UEFA Youth League 2021-2022, où les moins de 19 ans du Benfica dominent leur groupe, qui comporte le Dynamo Kiev, Barcelone et le Bayern Munich, Moreira marquant notamment un but contre ces derniers à domicile en octobre 2021 (victoire, 4-0),,. Lors de la phase finale, il marque un doublé et délivre deux passes décisives dans le derby contre le Sporting en quart de finale (victoire, 4-0), ainsi que deux autres passes décisives en finale contre le Red Bull Salzburg (victoire, 6-0) pour permettre à Benfica de remporter son premier titre en UEFA Youth League et son premier titre européen depuis la Coupe d'Europe des clubs champions 1961-1962,,.
Sous la direction de l'entraîneur par intérim Nélson Veríssimo, Diego Moreira est promu dans l'équipe première de Benfica aux côtés de sept autres joueurs des équipes de jeunes, faisant ainsi ses débuts le 13 mai 2022, à l'extérieur contre Paços de Ferreira (victoire, 2-0) en Primeira Liga.
Auteur d'une pré-saison prometteuse avec l'équipe première l'été suivant,, il prend notamment part à la double confrontation victorieuse contre le FC Midtjylland en qualification pour la Ligue des champions. Sur le banc à l'aller (victoire, 4-1), il entre au jeu pour João Mário en toute fin de partie au retour (victoire, 1-3).

#### Chelsea et prêt à l'Olympique lyonnais (2023-2024)
Le 14 juillet 2023, Diego Moreira rejoint les Blues du Chelsea FC, où il signe un contrat de cinq ans. Il fait ses débuts pour ses nouvelles couleurs le 30 août 2023, lorsqu'il entre au jeu à la place de Nicolas Jackson à la mi-temps d'une rencontre de  Coupe de la Ligue face à Wimbledon (victoire, 2-1). Cela reste sa seule apparition sous le maillot du club londonien.
Début septembre 2023, il est prêté pour une saison à l'Olympique lyonnais dans les dernières minutes du mercato estival. Ce prêt est toutefois écourté et l'ailier belgo-portugais rentre à Chelsea en janvier 2024, n'ayant pris part qu'à neuf rencontres avec l'OL sans jamais être parvenu à s'y imposer.
Contraint de ronger son frein avec l'équipe réserve, celui qui est considéré par un suiveur du club anglais comme « la pire recrue de l'ère BlueCo », dispute une dizaine de rencontre avec les U21 , inscrivant tout de même cinq buts, dont un triplé contre Arsenal en quarts de finale de play-offs de Premier League 2 (victoire, 2-3),.

#### RC Strasbourg (depuis 2024)
À l'aube de la saison 2024-2025, Chelsea envisage de prêter à nouveau Diego Moreira mais il fait finalement l'objet, le 16 août 2024, d'un transfert définitif au RC Strasbourg, appartenant au même propriétaire que le club anglais, portant sur cinq ans jusqu'en 2029 et pour un montant de 8 millions d'euros, accompagné d'une clause de rachat potentiel,,.
Il dispute ses premières minutes pour le club alsacien dès la première rencontre de Ligue 1 le 18 août 2024, face à Montpellier, lorsqu'il entre au jeu pour Pape Diong à la mi-temps de la rencontre (partage, 1-1). Il inscrit son premier but le 29 septembre 2024 face à l'Olympique de Marseille (victoire, 1-0).
Aligné au poste de latéral gauche dans un rôle offensif par Liam Rosenior, il est considéré par son entraîneur comme une révélation à ce poste et dispute enfin une saison pleine dans un club où il se sent chez lui.

### En sélections nationales
Possédant la double nationalité belge et portugaise,, tout en étant également éligible pour jouer avec la Guinée-Bissau et l'Allemagne du fait de ses origines, Diego Moreira a d'abord joué avec les moins de 15 ans belges et compte deux sélections, la première comme titulaire contre l'Angleterre (victoire, 3-1) de Shola Shoretire et Dane Scarlett à St George's Park en février 2019,.
Mais avant même de partir jouer en club au Portugal, le jeune a choisi de passer à la sélection lusitanienne en 2019, devenant un habitué des moins de 16 ans, et après une saison 2020-2021 interrompue par le covid avec les moins de 18 ans,,.
La FIFA ayant approuvé le changement de nationalité sportive de l'ailier belgo-portugais, le 20 mai 2025, il répond favorablement à la convocation de Rudi Garcia, sélectionneur des Diables Rouges, pour les deux premières rencontres des éliminatoires pour la Coupe du monde 2026.

## Style de jeu
Ailier gaucher capable de jouer des deux côtés de l'attaque, Moreira est décrit comme un footballeur rapide, explosif et technique, excellent notamment dans l'exercice du dribble. Il est notamment comparé à l'international portugais Nani.

## Statistiques

### En club
| Saison                | Club                      | Championnat           | Championnat | Championnat | Championnat | Coupe nationale | Coupe nationale | Coupe nationale | Coupe de la Ligue | Coupe de la Ligue | Coupe de la Ligue | Compétition(s) continentale(s) | Compétition(s) continentale(s) | Compétition(s) continentale(s) | Compétition(s) continentale(s) | Total | Total | Total |
| Saison                | Club                      | Division              | M.          | B.          | P.d.        | M.              | B.              | P.d.            | M.                | B.                | P.d.              | Comp.                          | M.                             | B.                             | P.d.                           | M.    | B.    | P.d.  |
| 2021-2022             | SL Benfica rés.           | Segunda Liga          | 1           | 0           | 0           | -               | -               | -               | -                 | -                 | -                 | -                              | -                              | -                              | -                              | 1     | 0     | 0     |
| 2022-2023             | SL Benfica rés.           | Segunda Liga          | 24          | 3           | 2           | -               | -               | -               | -                 | -                 | -                 | -                              | -                              | -                              | -                              | 24    | 3     | 2     |
| Sous-total            | Sous-total                | Sous-total            | 25          | 3           | 2           | -               | -               | -               | -                 | -                 | -                 | -                              | -                              | -                              | -                              | 25    | 3     | 2     |
| 2021-2022             | SL Benfica                | Primeira Liga         | 1           | 0           | 0           | -               | -               | -               | -                 | -                 | -                 | C1                             | -                              | -                              | -                              | 1     | 0     | 0     |
| 2022-2023             | SL Benfica                | Primeira Liga         | -           | -           | -           | -               | -               | -               | -                 | -                 | -                 | C1                             | 1                              | 0                              | 0                              | 1     | 0     | 0     |
| Sous-total            | Sous-total                | Sous-total            | 1           | 0           | 0           | -               | -               | -               | -                 | -                 | -                 | -                              | 1                              | 0                              | 0                              | 2     | 0     | 0     |
| 2023-2024             | Chelsea FC                | Premier League        | -           | -           | -           | -               | -               | -               | 1                 | 0                 | 0                 | -                              | -                              | -                              | -                              | 1     | 0     | 0     |
| 2023-2024             | Olympique lyonnais (prêt) | Ligue 1               | 7           | 0           | 0           | 2               | 0               | 0               | -                 | -                 | -                 | -                              | -                              | -                              | -                              | 9     | 0     | 0     |
| 2024-2025             | RC Strasbourg             | Ligue 1               | 32          | 2           | 7           | 2               | 0               | 0               | -                 | -                 | -                 | -                              | -                              | -                              | -                              | 34    | 2     | 7     |
| Total sur la carrière | Total sur la carrière     | Total sur la carrière | 65          | 5           | 9           | 4               | 0               | 0               | 1                 | 0                 | 0                 | -                              | 1                              | 0                              | 0                              | 71    | 5     | 9     |

## Palmarès

### En club
|  |  | Benfica Lisbonne -19 ans - UEFA Youth League (1) : - Vainqueur : 2022. |

## Vie privée
Diego Moreira est le fils d'Almami Moreira, un footballeur luso-bissau-guinéen passé par le Standard de Liège au début des années 2000,,, et international bissau-guinéen à six reprises. Sa mère, Émilie Graf, est la fille d'Helmut Graf, un footballeur allemand qui a également joué pour le club belge de 1976 à 1982,,, et qui s'est installé à Bombaye dans la commune de Dalhem, près de Liège.